# 주조직 적합성 복합체
B세포와 T세포는 원리적으로 동일한 항원을 인지하지만 그 기능에 있어서는 차이가 있다. B세포 수용체는 항원이 특정 병원균 표면에 고정되어 있든 자유상태에 있든지간에 항원 본연의 모양을 인식하여 결합한다. 반면에 T세포 수용체는 주조직 적합성 복합체(Major Histocompatibility Complex, MHC) 라고 불리는 단백질의 도움을 받아 숙주세포(감염된 세포) 표면에 제시된 항원조각에만 결합한다.
즉, 주조직 적합성 복합체(Major Histocompatibility Complex, MHC) 분자는 대부분의 척추동물에서 면역계와 자가 면역에 중요한 역할을 한다. MHC는 합성된 단백질 조각을 그 세포의 표면에 보여주는 역할을 한다. (단백질 조각을 소시지에 비유하자면, MHC는 소시지를 둘러싸고 있는 빵과 같은 형태로 존재한다.) MHC-단백질 복합체가 세포의 표면에 위치하면, 근처에 있는 면역 세포(주로 T세포나 자연 살해 세포)가 합성된 단백질을 확인할 수 있게 된다. 만약 확인된 단백질이 자기단백질이 아닌 것으로 판명되면, 면역 세포는 그 감염된 세포를 죽인다.
MHC는 크게 I형 MHC와 II형 MHC의 두 종류로 나뉜다. I형 MHC 분자는 거의 모든 세포에 존재하며, 세포독성 T세포에 단백질을 제시한다. II형 MHC 분자는 대식세포나 B세포등 특정한 면역 세포에만 존재하며, 이렇게 II형 MHC 분자를 가진 세포들을 항원제시세포(APC)라고 부른다. 이 항원제시세포들은 미생물을 삼켜 부순 후에, 소화시켜 조각내버린다. 항원제시세포의 II형 MHC 분자는 보조 T세포에게 미생물 조각들을 제시하여 다른 세포들의 면역 반응이 활발하게 일어나게 만든다.

## 같이 보기
- 세포성 면역
- 체액 면역
- 보조 T세포